# Antifane
Antifane (408 a.C. circa – Cio, 334 a.C. circa) è stato un commediografo greco antico attivo nel IV secolo a.C..

## Biografia
La cronologia di Antifane è controversa perché le due fonti in merito, la Suda e il Prolegomenon perì komodìas III, si contraddicono in molti punti. Concordano solo sul datare la nascita nel periodo della 93ª Olimpiade (408/404 a.C.) e il suo debutto alla fine della 98ª (384 a.C.). Meineke ipotizzò una correzione nel testo della Suda, anticipando di quattro anni il debutto del commediografo. Un inizio di carriera in giovane età spiegherebbe l'impressionante mole di titoli di commedie a lui attribuite.
Il luogo di nascita si ritiene Rodi, Smirne o Chio, ma la sua attività si sviluppò comunque ad Atene. Le fonti riportano la sua nascita schiavile. Ottenne 13 vittorie agli agoni, 8 delle quali alle Lenee. Si ritiene uno dei maggiori rappresentanti della cosiddetta commedia di mezzo che, in generale, si differenzia da quella antica per la riduzione di polemiche politiche e per un'insistenza maggiore sulle tematiche di divertimento e di evasione: insieme a lui si ricordano anche Eubulo, Anassandride e Alessi. Antifane era il padre di Stefano, esponente della Commedia nuova. Sempre la Suda riferisce lo stravagante aneddoto secondo cui sarebbe morto a 74 anni a Cio colpito da una pera.
L'unico studioso a rifiutare le date fornite dalle fonti è Edward Capps, un filologo americano, che propone di postdatare di 20 anni circa ogni evento della vita di Antifane, tuttavia oggi la critica non propende per la sua idea.

## Commedie
Delle sue opere non restano che frammenti (poco più di trecento) e centoventi titoli (ma la tradizione gli attribuisce fino a 365 opere): Adelphai ("Sorelle"), Adonis, Agroikos ("Il misantropo"), Akestria, Akontizomene ("La donna presa da una freccia"), Aleiptria ("L'olivicultrice"), Alkestis, Antaios, 
Anteia, Anasozomenoi ("I salvati"), Aphrodites Gonai ("La nascita di Afrodite"), Archestrate, Archon, Argyriou Aphanismos ("La scomparsa del denaro"), Arkas ("L'Arcade"), Arpazomene ("La rapita"), Asklepios, Asotoi ("Depravati"), Auletes ("Il flautista"), Auletris ("La flautista") o Didymai ("Gemelle"), Autou Eron ("Il narcisista"), Bakchai, Batalos, Boiotis, Bombylios, Bousiris, Boutalion, Byzantios, Cyclops, Chrysis, Gamos ("Matrimonio"), Ganymedes, Glaukos, Gorgythos, Diplasia, Dodonis, Drapetagogos ("Il cacciatore di fuggitivi"), Dyserotes ("Gli amanti infelici"), Dyspratos ("Uno schiavo duro da vendere"), Ephesia, Epidaurios, Epikleros ("Ereditiera"), Euploia ("La navigazione"), Euthydikos, Halieuomene ("La donna pescata"), Heniochos ("Auriga"), Hippeis ("Cavalieri"), Homoioi ("I simili"), Homonymoi ("Omonimi"), Homopatrioi ("I figli dello stesso padre"), Hydria ("L'acquaiola"), Hypnos ("Sonno"), Iatros ("Il medico"), Kaineus, Kares, Karine, Kepouros ("Il giardiniere"), Kitharistes, Kitharodos, Kleophanes, Knapheus ("Il riempitore"), Knoithideus o Gastron ("Il golosone"), Korinthia, Koroplathos ("L'argillaio"), Korykos, Kouris ("La parrucchiera"), Kybeutai ("I giocatori di dadi"), Lampas ("La torcia"), Lampon, Lemniai, Leonides, Leptiniskos, Leukadios, Lydos, Medeia, Melanion, Meleagros, Melitta, Metoikos ("Meteco"), Metragyrtes ("Il prete mendico"), Metrophon, Midon, Minos, Misoponeros ("Colui che odia la cattiveria"), Mnemata ("Le tombe"), Moichoi ("Adulteri"), Mylon ("Mulino"), Mystis ("La donna iniziata ai Misteri"), Obrimos, Oinomaos o Pelops, Oionistes ("L'indovino"), Omphale, Orpheus, Paiderastes ("Il Pederasta"), Parasitos ("Il Parassita"), Paroimiai ("Proverbi"), Phaon, Philetairos, Philoktetes, Philometor ("Il mammone"), Philopator ("Amante del padre"),
Philotis,
Phrearrhios, Plousioi ("I ricchi"), Poiesis ("Poesia"), Pontikos, Probateus ("Il pecoraio"), Problema ("Problema" o "Indovinello"), Progonoi ("Antenati"), Pyraunos, Sappho, Skleriai ("Difficoltà," o "Navi armate"), Skythai ("Sciti") o Tauroi ("Tori"), Stratiotes ("Il soldato") o Tychon, Thamyras, Timon, Traumatias ("Il ferito"), Tritagonistes, Tyrrhenus, Zakynthios ("L'uomo di Zacinto"), Zographos ("Il pittore").
Gli argomenti trattati, da quanto risulta da titoli e frammenti, erano diversi e traevano spunto anche dalla realtà quotidiana (alcuni titoli riguardano mestieri) o da personaggi noti dalla grande tragedia attica, specie di Euripide. Sulle caratteristiche della sua commedia, così rilevava Goffredo Coppola:
(G. Coppola, Antifane, in Enciclopedia Italiana)
Se il giudizio degli antichi sull'eccessiva prolissità di Antifane fosse giustificato o meno allo stato attuale delle conoscenze dei suoi testi non è possibile giudicare: sta di fatto che, nonostante le riserve di molti antichi sul suo stile, molte citazioni dalle sue commedie entrarono negli gnomologi e nei florilegi morali, mentre solo autori come Ateneo e Polluce citano in extenso le commedie antifanee.